# Kato Yuki
Yuki Kato (sinh ngày 20 tháng 9 năm 1997) là một cầu thủ bóng đá người Nhật Bản.

## Sự nghiệp câu lạc bộ
Yuki Kato đã từng chơi cho Omiya Ardija.